# 김정훈 (2001년)
김정훈(金禎勳, 2001년 4월 20일~)는 대한민국의 축구 선수로, 포지션은 골키퍼이다. 현재 K리그1 전북 현대 모터스 소속이다.

## 구단 경력
고교 3학년 때인 2019년에 전북 현대 모터스와 계약을 맺고 프로 선수가 되었다. 2021년 FC 서울과의 리그 개막전에서 송범근과 교체되어 프로 데뷔를 이뤘다.

## 국가대표팀 경력
2022년 9월 대한민국 올림픽 대표팀의 일원으로 우즈베키스탄 올림픽 대표팀과의 친선 경기에 출전했다.
2023년 중화인민공화국 항저우에서 열린 2022년 아시안 게임에 대한민국 대표팀의 일원으로 참가했다.

## 수상
전북 현대 모터스
- K리그1 : 우승 (2020)
- FA컵 : 우승 (2020)

김천 상무
- K리그2 : 우승 (2021)